# Museo dell'ebraismo marocchino
Il Museo dell'ebraismo marocchino (in francese Musée du Judaïsme marocain; in arabo متحف اليهودية المغربية‎?; in ebraico מוזיאון יהדות מרוקו‎?) di Casablanca è un museo dedicato al patrimonio storico e culturale ebraico marocchino. Stabilito nel 1997 nel quartiere Oasis, il museo rappresenta l'unico del suo genere nel mondo arabo.

## Storia
Il museo venne fondato nel 1997 da Simon Lévy, linguista e attivista marocchino di famiglia ebraica. L'edificio, risalente al 1948, ospitava un orfanotrofio ebraico che ospitava 160 giovani. Lévy diresse il museo per quindici anni, mentre nel 2000, Zhor Rehihil venne nominata curatrice. Nel 2011, alla morte di Lévy, la presidenza esecutiva del museo venne assunta da Jacques Toledano.
In seguito ad un'ampia opera di ristrutturazione, il museo riaprì l'11 aprile 2013 in una cerimonia alla quale presenziarono i ministri marocchini Mohamed Nabil Benabdallah e Mohamed Amine Sbihi e l'ambasciatore statunitense Samuel Louis Kaplan.
Nel 2019, il cantante lirico franco-marocchino David Serero donò parte della sua collezione al museo.